# Trechona venosa
Trechona venosa is een spinnensoort in de taxonomische indeling van de Dipluridae.
Het dier behoort tot het geslacht Trechona. De wetenschappelijke naam van de soort werd voor het eerst geldig gepubliceerd in 1832 door Latreille.